# Günter vom Dorp
Günter vom Dorp (* 17. Oktober 1950 in München Gladbach) ist ein deutscher Journalist, Sänger, Autor, Moderator und Hörfunkmoderator. Er moderierte zuletzt auf dem Hörfunksender WDR 4 und war damit dreißig Jahre beim WDR beschäftigt.

## Leben
Der gelernte Außenhandelskaufmann begann seine Radioarbeit beim belgischen Sender BRF in Eupen.
Ab 1990 war vom Dorp dann für mehrere nordrhein-westfälische Lokalsender tätig, 1996 kam er zu WDR 2. Hier moderierte er zunächst die Nachtschicht und die ARD-Popnacht, später auch die Sendungen Soundfiles (heute: Musikclub) und zweieinhalb Jahre lang Zwischen Rhein und Weser. Seit 2002 ist er auch für WDR 4 tätig, wo er bis zum 30. April 2017 als Autor und Moderator für die Filmmusiksendung Flimmerkiste im Einsatz war. Er moderierte bis zum März 2011 das Musikcafé. Als größte Herausforderung bezeichnet vom Dorp die WDR-2-Moderation am Nachmittag des 11. September 2001.
Vom Dorp ist auch als Moderator von außergewöhnlichen Programmereignissen zu hören: So präsentierte er beispielsweise die WDR-2-Beatnacht, die 2000er Millennium-Party und die Sondersendung zur Euro-Einführung.
Günter vom Dorp ist als Sänger und Bandleader seit vielen Jahren in der Sixtiesband FUN. Er ist zudem als Bühnenautor und Darsteller tätig. Im Jahre 2006 und 2007 schrieb er die Drehbücher zu Sounds of Silence und Dinner for FUN. Beide Produktionen wurden im Theater Mönchengladbach aufgeführt. Er führte Regie und inszenierte beide Stücke selbst. Außerdem trat er mit im Ensemble auf.
2006 begann er auch mit seinem eigenen Kleinkunst-Soloprogramm unter dem Titel Ich bin noch nicht fertig. Als Autor gewann er im April 2006 den Poetry-Slam der städtischen Bühnen Krefeld – Mönchengladbach.
In den letzten Jahren organisierte und veranstaltete er außerdem große Open-Air-Veranstaltungen mit namhaften Künstlern; unter anderem BAP, UB40,  Annett Louisan, Götz Alsmann, Paul Carrack, Heinz Rudolf Kunze, Purple Schulz, Pe Werner, ELO Classik, Ray Wilson, Roger Cicero, Köbes Underground, Anastacia, Johannes Oerding, Gregor Meyle und Barbara Schöneberger.